# موزه جهان‌نما
موزه جهان‌نما موزه‌ای است که در گوشه جنوبِ غربی کاخ نیاوران و در ضلع غربی کاخ صاحبقرانیه قرار دارد. این موزه در مجموعه باغ نیاوران در میدان شهید باهنر (میدان نیاوران) تهران واقع شده‌است.

## تاریخچه
موزه جهان‌نما سال ۱۳۵۵ خورشیدی در محوطه مجموعه کاخ‌های نیاوران ساخته شد تا میزبان هدایایی که به فرح پهلوی اهدا می‌شد یا آثار هنری که وی از کشورهای مختلف خریداری می‌کرد باشد. در سقف تالار میانی این موزه، نقاشی روی چوب با نقوش گل و مرغ شیراز به چشم می‌خورد. این موزه در بهمن ماه سال ۱۳۷۶ گشایش یافت.

## آثار موجود در موزه
آثار موجود در موزه جهان‌نما به دو بخش هنر پیش از تاریخ و آثار هنرهای تجسمی معاصرِ ایران و جهان تقسیم می‌شوند.

### هنر پیش از تاریخ
از آثار مربوط به هنر پیش از تاریخ می‌توان به آثار بجا مانده از تمدن‌های باستانی دوران پیشاکلمبی، مفرغ‌های لرستان، سفالینه‌های املش، هنرهای سرخپوستان آمریکای شمالی مربوط به هزاره‌های اول و دوم پیش از میلاداشاره کرد.
تنگ سفالین مربوط به نیمه دوم هزاره اول پیش از میلاد از املش گیلان، پیکره‌های مفرغی لرستان مربوط به هزاره دوم و اول پیش از میلاد، اثری مفرغی «پیکره مرد ایستاده» از آلبرتو جاکومتی، سردیس بودا از سده دوم میلادی و آثاری از هنرهای آئینی "دوران پیشاکلمبی précolombien" و تمدنهای مصر باستان، ویکوس Vicús و تمدن موچه (Moche culture) پرو از جمله آثار مهمی هستند که در این موزه به نمایش عمومی درآمده‌اند.

### آثار هنرهای تجسمی معاصر ایران و جهان
در این موزه آثاری از بزرگان هنر قرن بیستم همچون اندی وارهول، پابلو پیکاسو، سالوادور دالی، مارک شاگال، ژرژ براک، آمادئو مودیلیانی، پل گوگن که در تاریخ هنر مدرن جهان تأثیری ژرف به جای گذاشته‌اند یا آثار هنرمندان ایرانی صاحب سبک همچون پرویز تناولی، حسین زنده رودی، سهراب سپهری، بهمن محصص، لیلی متین دفتری، آیدین آغداشلو، ناصر اویسی، فرامرز پیلارام، جعفر روحبخش، سیراک ملکنیان، ژازه طباطبایی و مش اسماعیل نگهداری می‌شود.

## مرمت و بازسازی
موزه جهان‌نما پاییز سال ۸۳ برای مرمت، بهینه‌سازی و تغییرات کلی تعطیل شد و مجدداً گشایش یافت در عملیات مرمتی و بهینه‌سازی شامل نوسازی سیستم الکتریکال، طراحی و نصب سیستم نورپردازی فایبراپتیک ویژه موزه، ساخت ویترین‌های جدید، کفسازی و مرمت فضاهای داخلی و همچنین طراحی و نصب سیسم حرارتی و بروتی جدید و مطالعه روی آثار در این موزه انجام شد تا موزه جهان‌نما با استاندارد لازم برای بازدید عمومی بازگشایی شود.

## نگارخانه

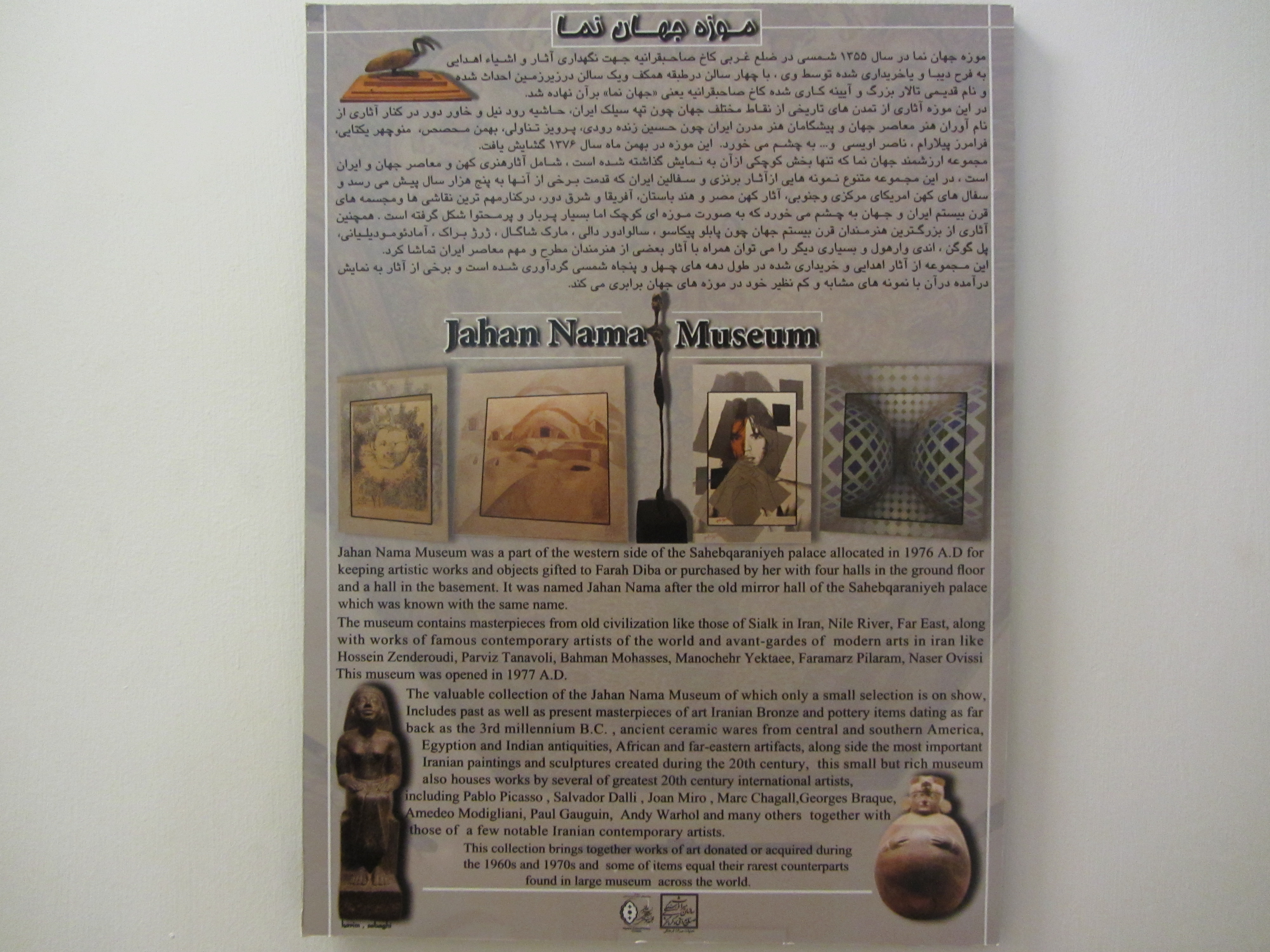
نمای اصلی
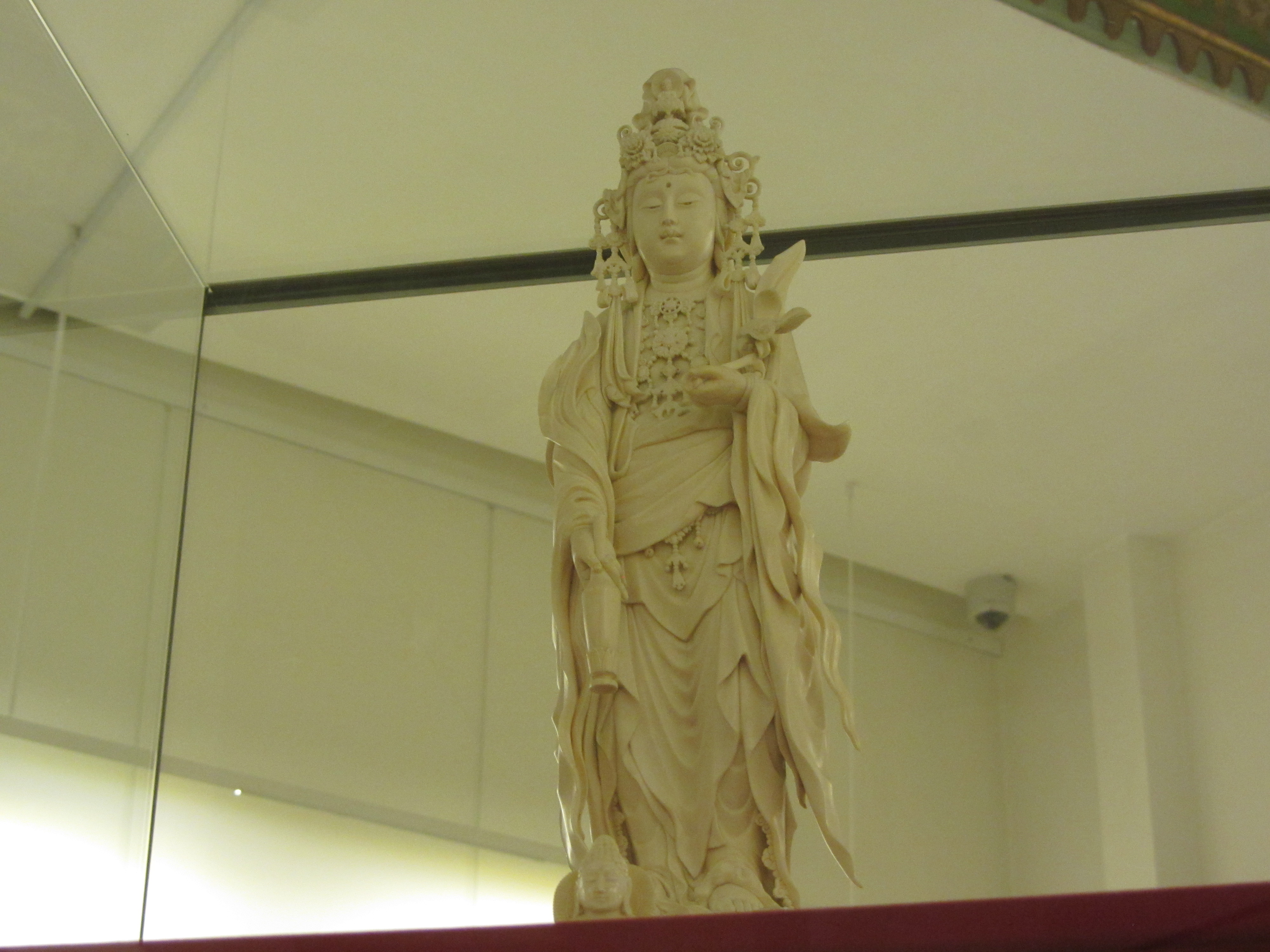
الهه پادماپانی - هنر شرق دور - کنده کاری روی عاج
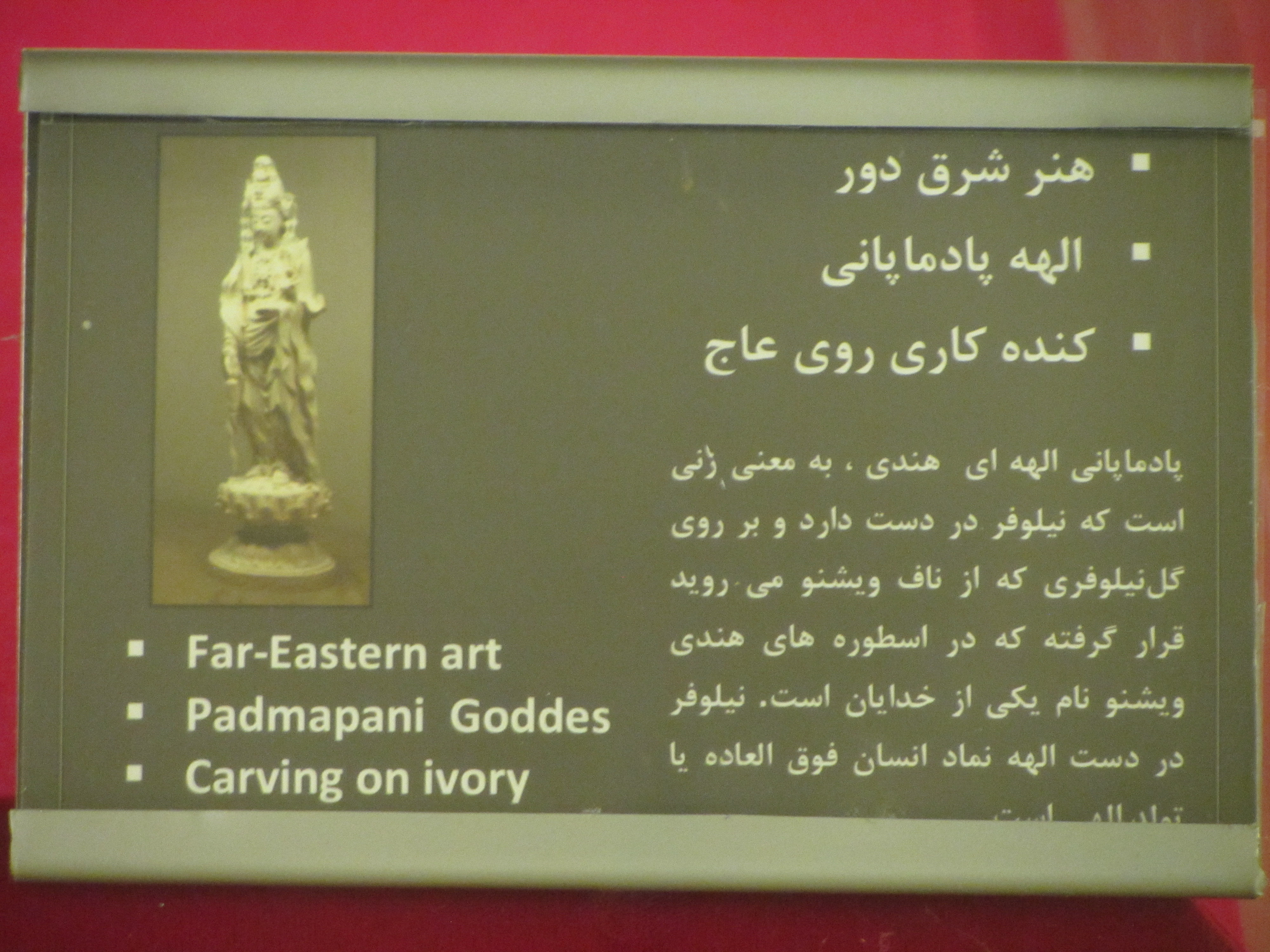
الهه پادماپانی - هنر شرق دور - کنده کاری روی عاج
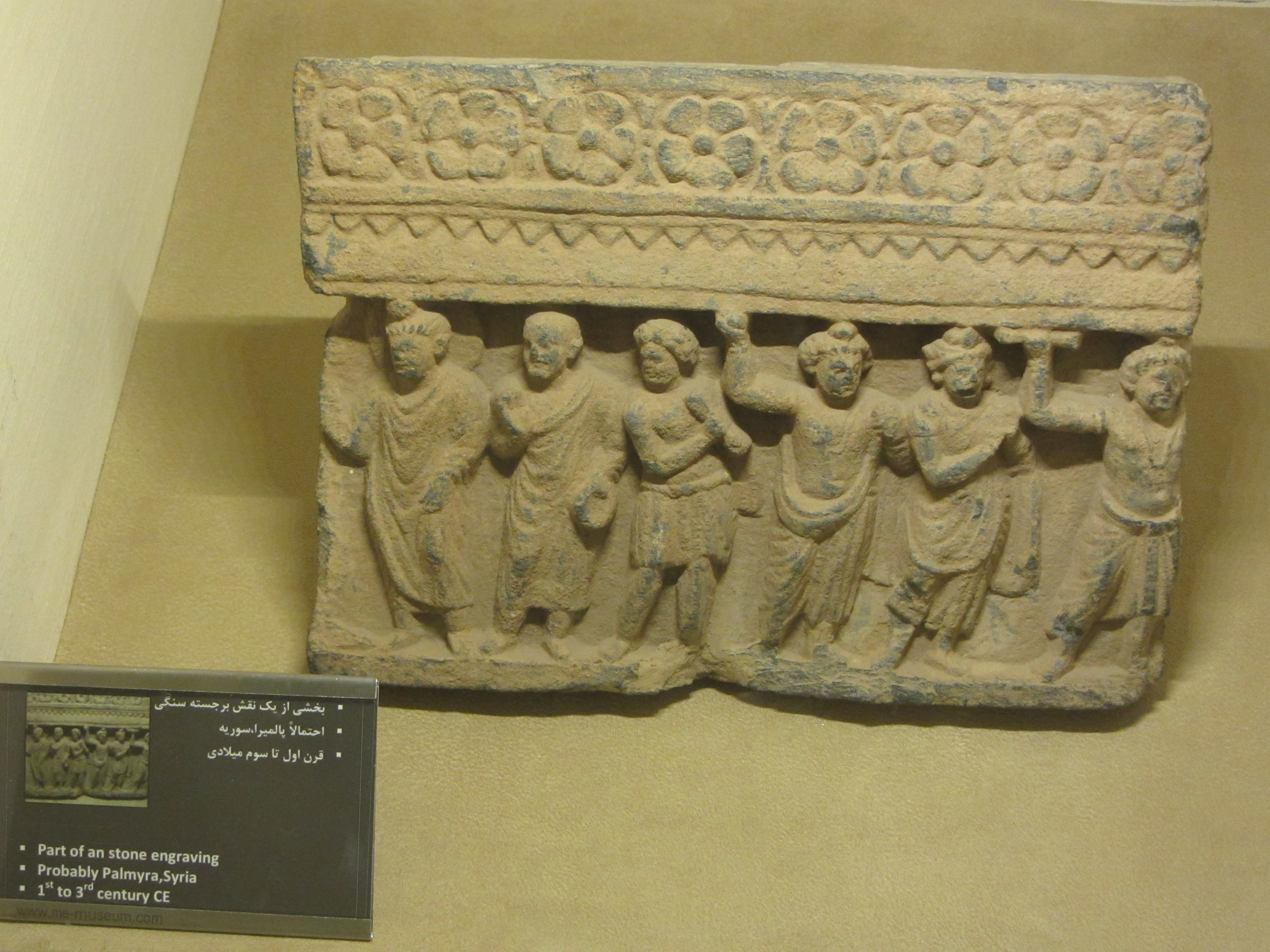
بخشی از یک نقش برجسته سنگی احتمالاً پالمیرا سوریه
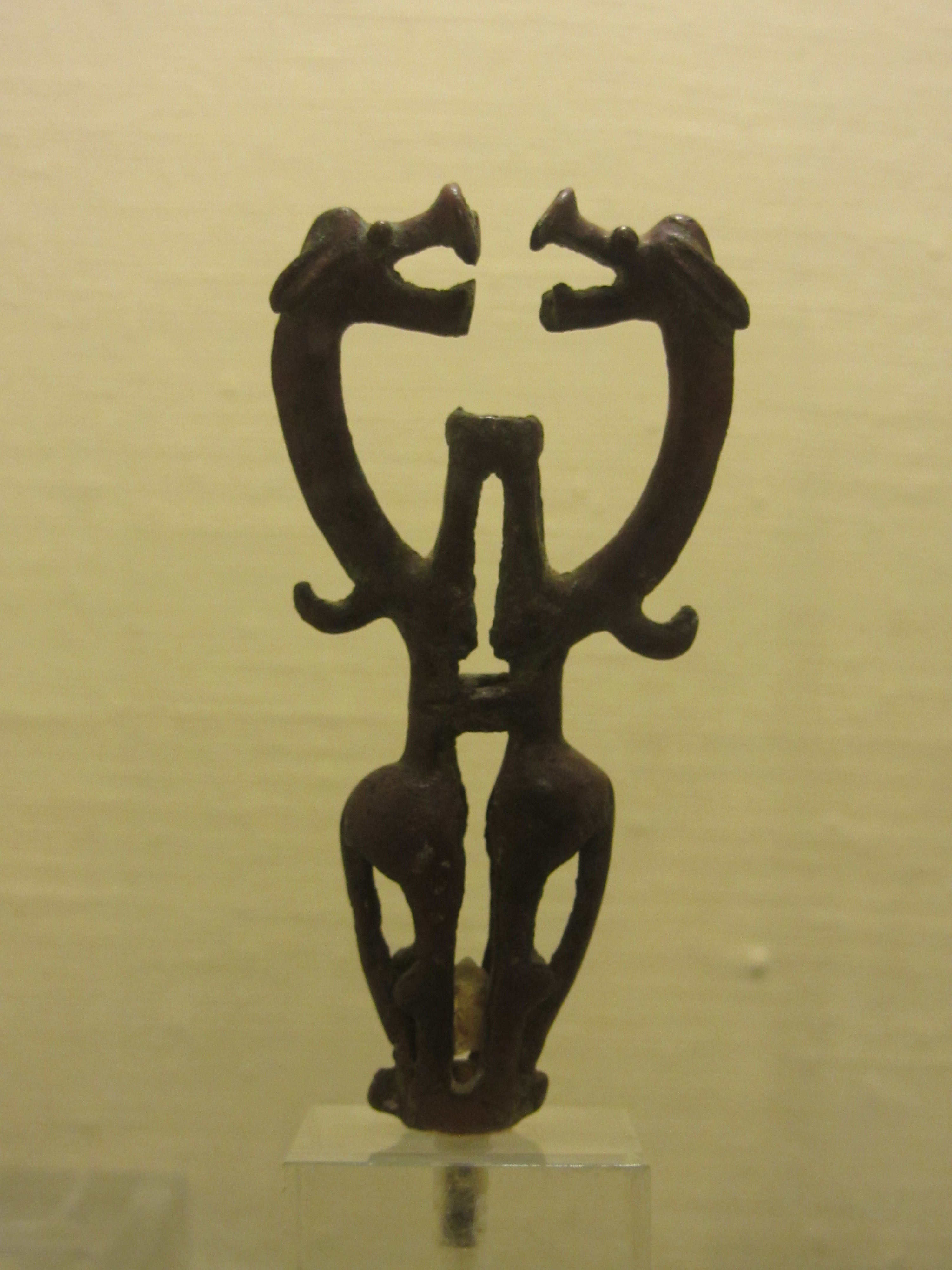
پیکره‌های مفرغی لرستان
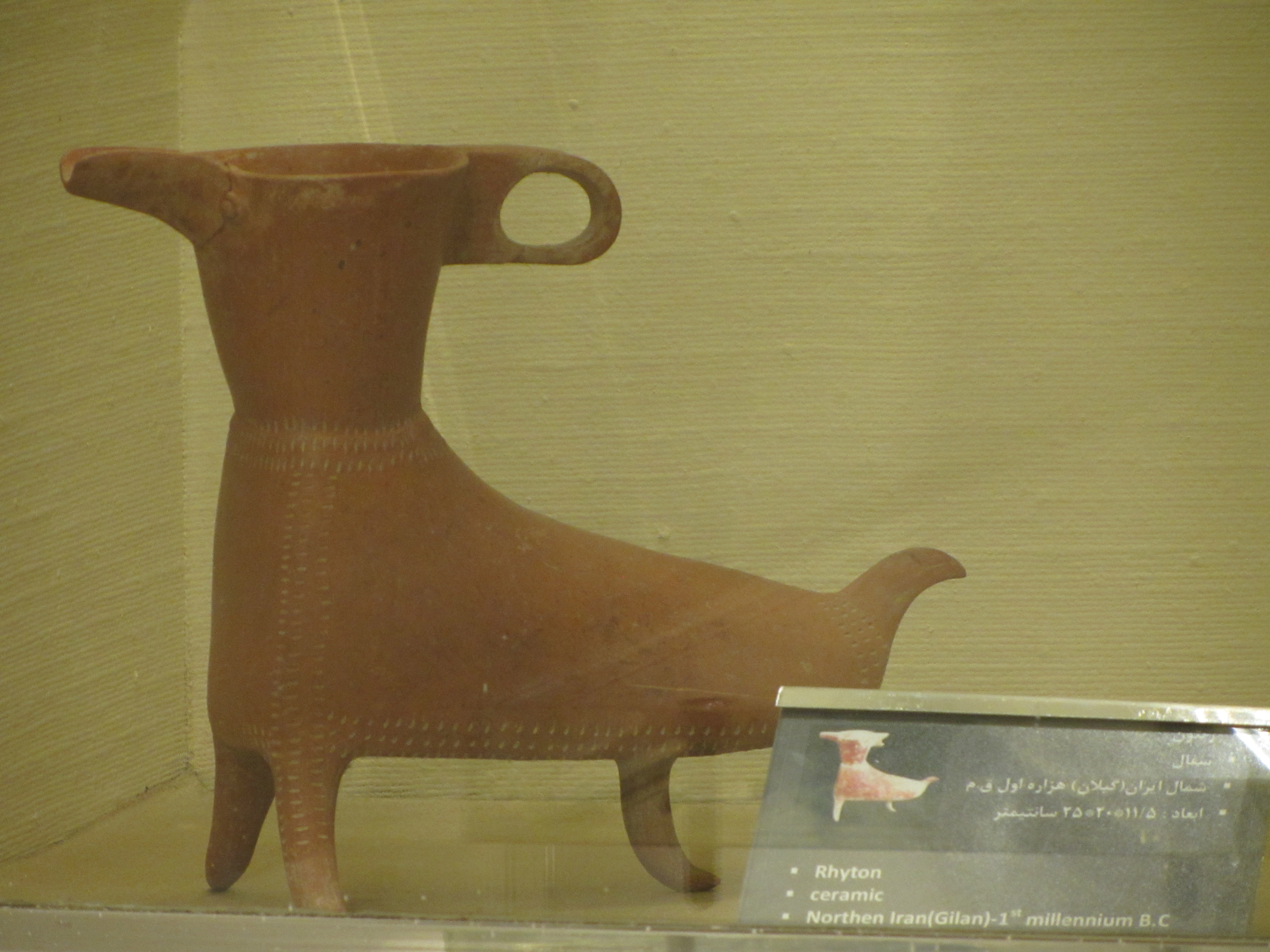
سفال ریتون - شمال ایران(گیلان) هزاره اول ق.م
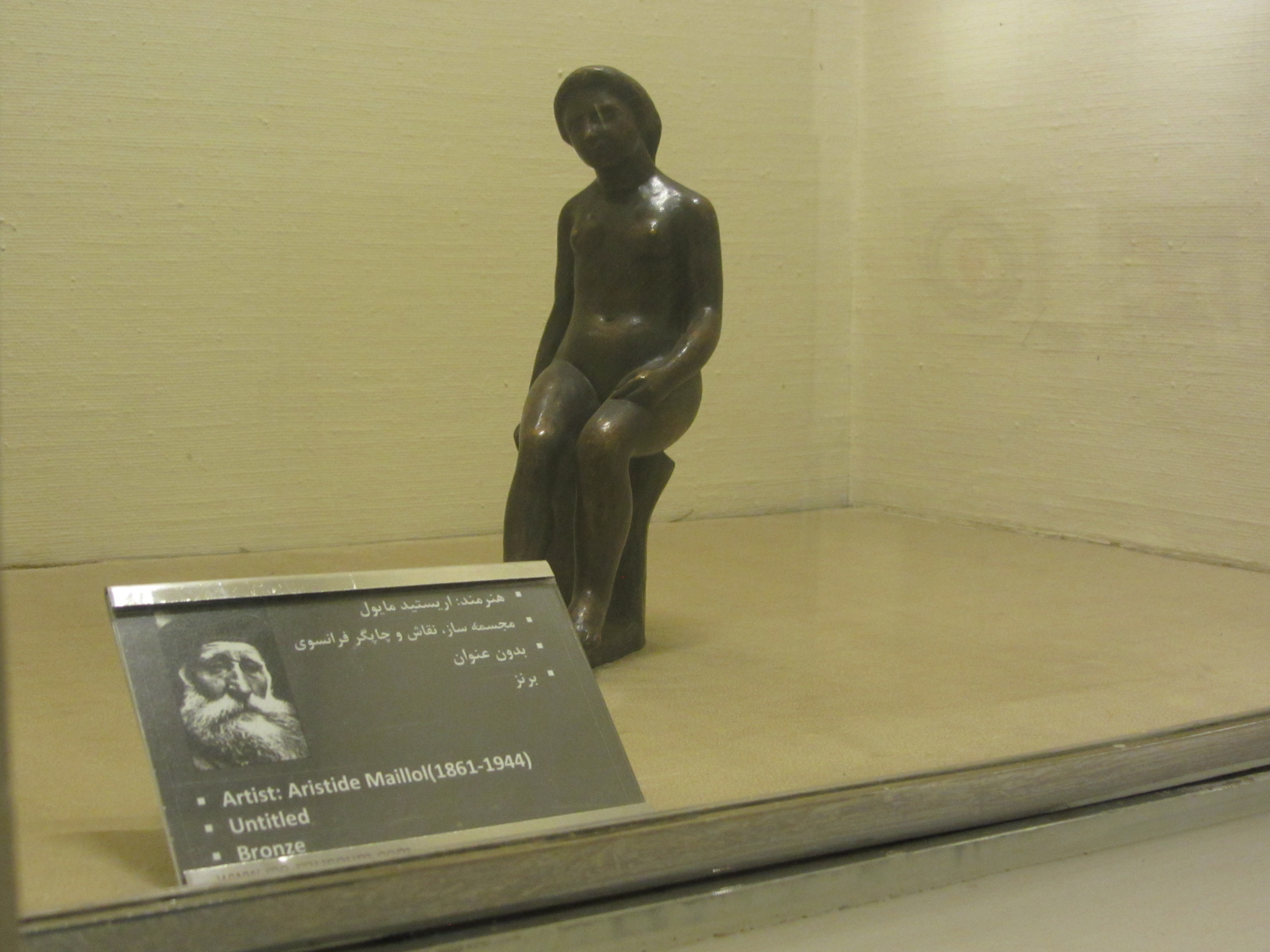
مجسمه اثر آریستید مایول
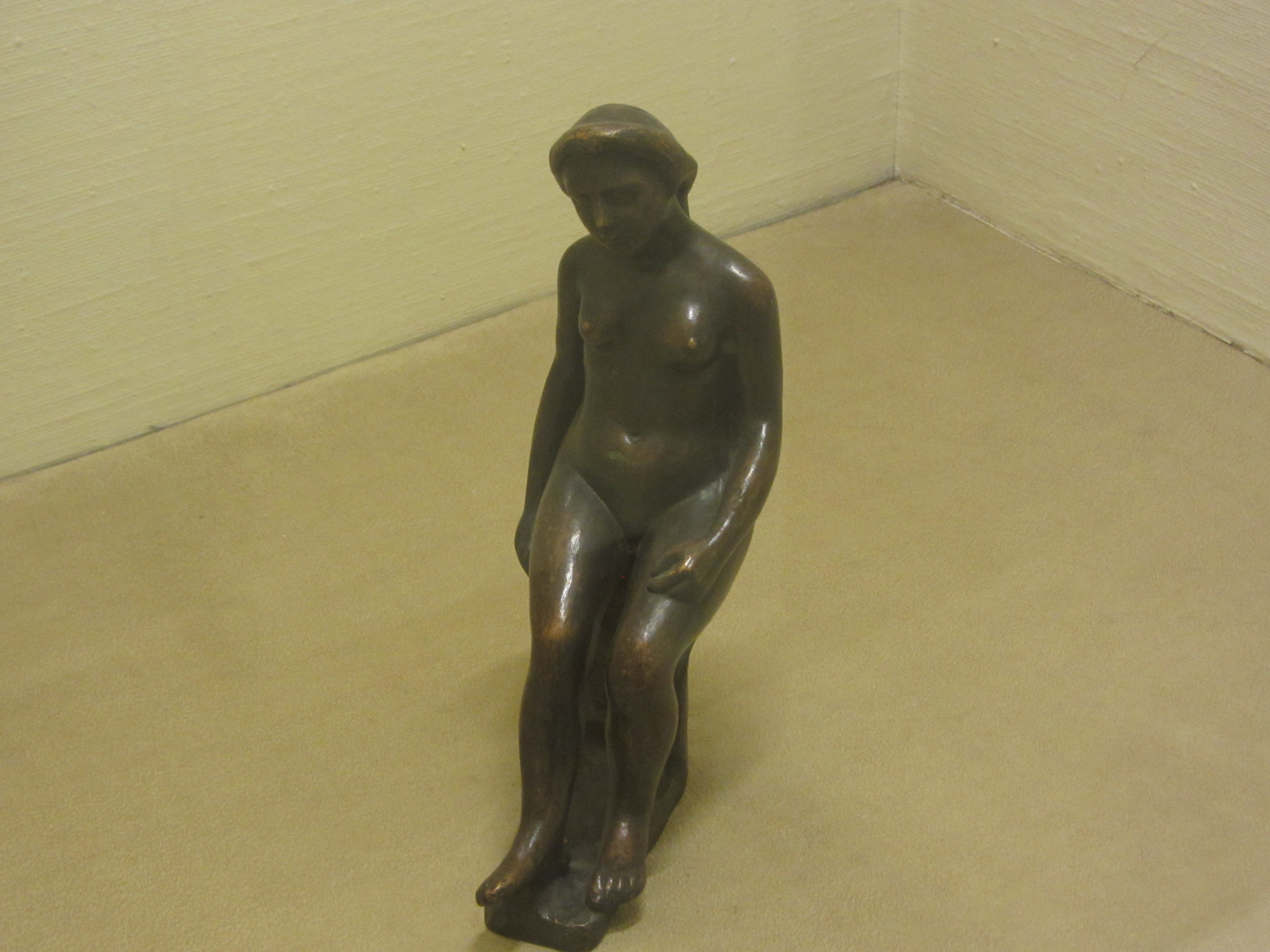
مجسمه اثر آریستید مایول